# Marga Petersen
Margarete „Marga” Petersen, z domu Kallensee (ur. 18 września 1919 w Bremie, zm. 22 września 2002 tamże) – niemiecka lekkoatletka specjalizująca się w krótkich biegach sprinterskich, srebrna medalistka letnich igrzysk olimpijskich w Helsinkach (1952) w sztafecie 4 × 100 metrów.

## Sukcesy sportowe
- zdobywczyni tytułu Sportsmenka Roku w Niemczech – 1947[1]
- pięciokrotna mistrzyni RFN w biegu na 100 m – 1946, 1947, 1948, 1949, 1951[2]

| Rok  | Miasto   | Zawody               | Konkurencja        | Wynik         |
| ---- | -------- | -------------------- | ------------------ | ------------- |
| 1952 | Helsinki | igrzyska olimpijskie | sztafeta 4 × 100 m | srebrny medal |

## Rekordy życiowe
- bieg na 100 m – 11,8 – 1947